# أدور موسى
أدوار موسى (السرياني: ܐܕܘܪ ܡܘܣܐ؛ (بالإنجليزية: Adwar Mousa)، مواليد 10 أبريل 1950)، المعروف أيضًا باسم إدوار موسى وإدوارد موسى، هو مغني وكاتب أغاني وشاعر أشوري يكتب موسيقى الرقص الشعبي. اشتهر موسى بكتابة عشرات الأغاني البارزة في أواخر الثمانينيات وأوائل التسعينيات من القرن الماضي لمطربين آشوريين غزير الإنتاج وشعبية مثل سرجون غابرييل وآشور بيت سارجيس وجنان ساوا وليندا جورج وجوليانا جيندو، من بين آخرين. موسى الأصل من سوريا، ويقيم حاليًا في يونشوبينغ، السويد.

## أرصدة الكتابة
اشور بيت سارجيس
- لوش ان جوله سودانيه (1990)

جنان سوا
- من بوماخ ومين بوومي (1988)
- شوشان (1988)

جوليانا جيندو
- ديردي (1990)
- خلولا (1990)
- سوغول (1990)
- طليبي (1990)

ليندا جورج
- أينيت نونيه (1992)

سرجون جبرائيل
- واي واي ميناك (1987)
- صقلي الرشا طورة (1992)
- ماني إي دزمرا (1992)
- بيسا سابار (1992)
- نارينه (1992)
- ريكيدلا ميا ميني (1992)
- ماتيني (1994)
- ياسمين (1994)

شبيه لاواندو
- أمين داير عزيزي (1986)
- صلي الكرماني (1990)
- دشتا (1990)
- كومتا أو خوارا (1990)
- مبرخولة (1990)
- سوغول (1990)
- سايمون مغدلي (1990)
- صيدا (1991)
- شيشن جولباني (1991)
- مكي بوخا (1991)
- مومى (1992)
- متواتى نينوى (1992)
- هوي جانو (1993)
- ديلان (1993)
- كما بيناخ (1993)
- تري وأردن (1993)
- صيرانه (1995)
- سابارتشيوين (1995)
- لو أثرا (1995)

## ديسكغرفي
- رويل (1998)
- (بالفرنسية: En Tali) وتالي (1999)
- إدوارد موسى لايف (2002) (بالإنجليزية: Edward Mousa Live (2002))

## الإرث
لا تزال أغاني الرقص لأدوار موسى «نارينه» و «واي واي ميناخ»، التي كُتبت لسرجون غابرييل، مغطاة على نطاق واسع وتم عزفها في حفلات الزفاف والحفلات الآشورية اليوم. هم على إيقاع الباقية والشيخاني، على التوالي، مما يجعلهم من الخيارات الشعبية للرقص. أغانيه الراقصة الشعبية الأخرى، مثل «هوي جانو» و «هاتكا أو اتخا» و «كيوات يا شمشي» و «باروين»، تمت تغطيتها بشكل كبير في الحفلات الآشورية، التي اكتسبت شعبية منذ أوائل عام 2010، على الرغم من حقيقة أن تم تأليفهم في أوائل التسعينيات. مع أكثر من 90.000 أغنية، أغنية «لوش آني جولا سودانه» (بالإنجليزية: Loosh Ani Jooleh Sodaneh)، التي كتبها موسى وغناها آشور بيت سارجيس، هي واحدة من أكثر الأغاني الآشورية مشاهدة على موقع يوتيوب. كما أن ابنته نغم أدور موسى مغنية.